# CthulhuTech
CthulhuTech ist ein Science-Fiction- und Horror-Rollenspiel das von Wildfire LLC erstellt und von Sandstorm veröffentlicht wurde. Es kombiniert Elemente des Cthulhu-Mythos mit Anime Mecha, Horror und Magie. Das Rollenspiel spielt im Jahr 2085 vor dem Hintergrund eines weltweiten Konfliktes namens Aeon War. Im Zuge dieses Krieges wurde die Erde bereits zweimal von fremden Mächten bedroht, einmal von der Schwarzhäutigen Alienrasse namens Nazzadi und das zweite Mal von den Mi-Go, einer fortschrittlichen Alien Zivilisation. Darüber hinaus beinhaltet das Spiel auch noch andere Fraktionen, wie zum Beispiel der Antike Kult "Esoteric Order of Dagon", die Teil des Cthulhu Mythos sind. Das Spiel benutzt ein proprietäres, zehnseitiges Würfelsystem (W10) namens "Framewerk".

## Inspirationen
CthulhuTech wurde von zahlreichen Animes inspiriert, zum Beispiel: Robotech, The Guyver und Neon Genesis Evangelion. Die Kerninspiration bezieht sich jedoch aus den Arbeiten von HP Lovecraft.

## Veröffentlichungen
Der erste Herausgeber des Spiels war Mongoose Publishing. Später wechselte das System zu Catalyst Game Labs. Im April 2010 wurde auf der Webseite bekanntgegeben, dass die Partnerschaft beendet wurde. Der Aktuelle Herausgeber ist Sandstorm.
Zurzeit gibt es folgende Bücher im Cthulhutech Universum (ursprünglicher Herausgeber in Klammern):
- CthulhuTech (Mongoose) Grundregelbuch
- Vade Mecum, (Mongoose) the CthulhuTech companion which details para-psychics, zoners, additional spells and mecha for various factions
- Dark Passions, (Mongoose – schwarzweiß; Catalyst – farb version) Ein Quellenbuch für die Kulte
- Damnation View, (Catalyst) Ein Metaplot Quellenbuch für 2086
- Mortal Remains, (Catalyst) details culture, society of the New Earth Government, and their enemies, the Migou
- Ancient Enemies, (Sandstorm) Beschreibt den Konflikt der Tager der Eldritch Society und der Chrysalis Corporation.
- Unveiled Threats, (Sandstorm) details the armaments, devices and technology of the Strange Aeon
- Dead Gods,[2] – Das Veröffentlichungsdatum wurde noch nicht bestätigt.